# Elaris

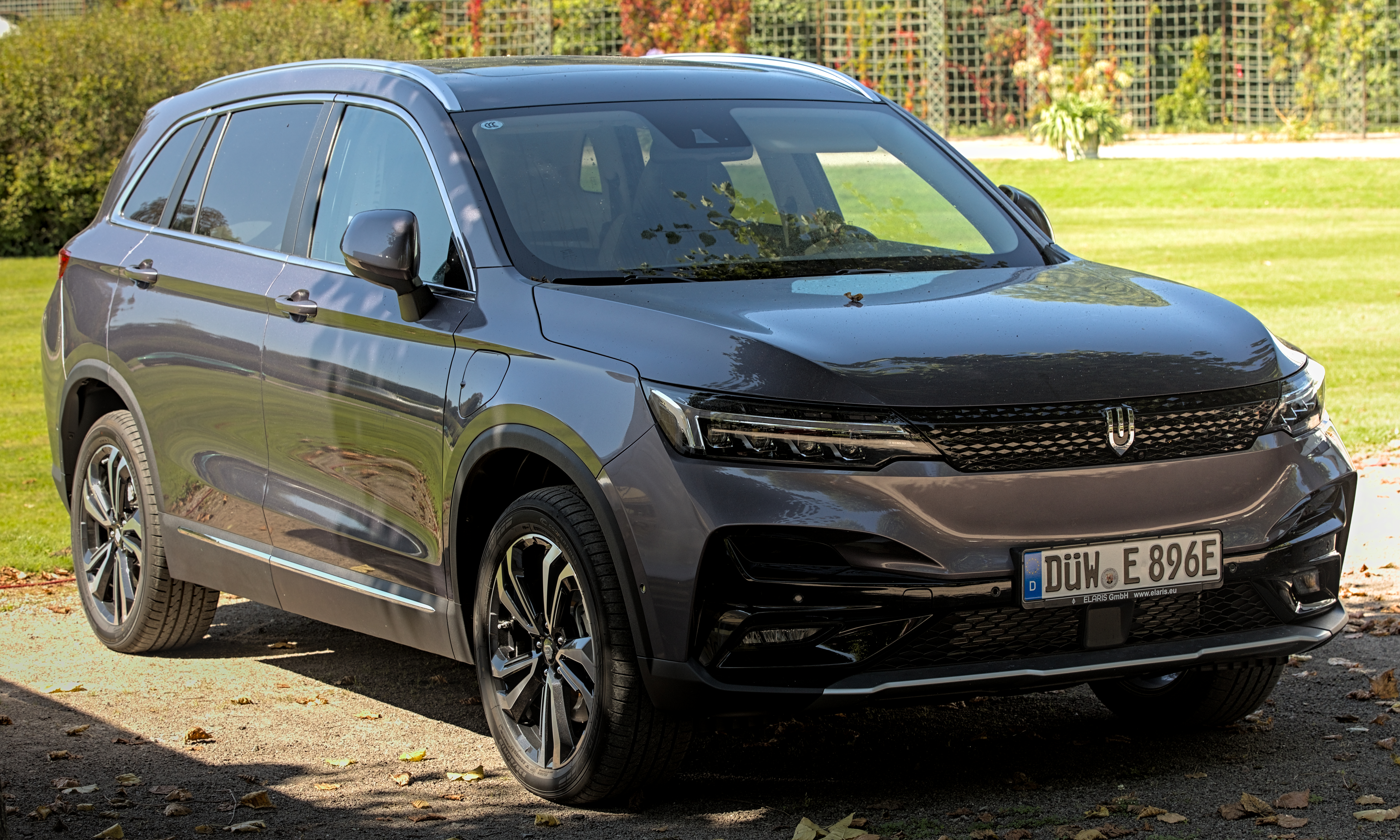
Elaris Beo

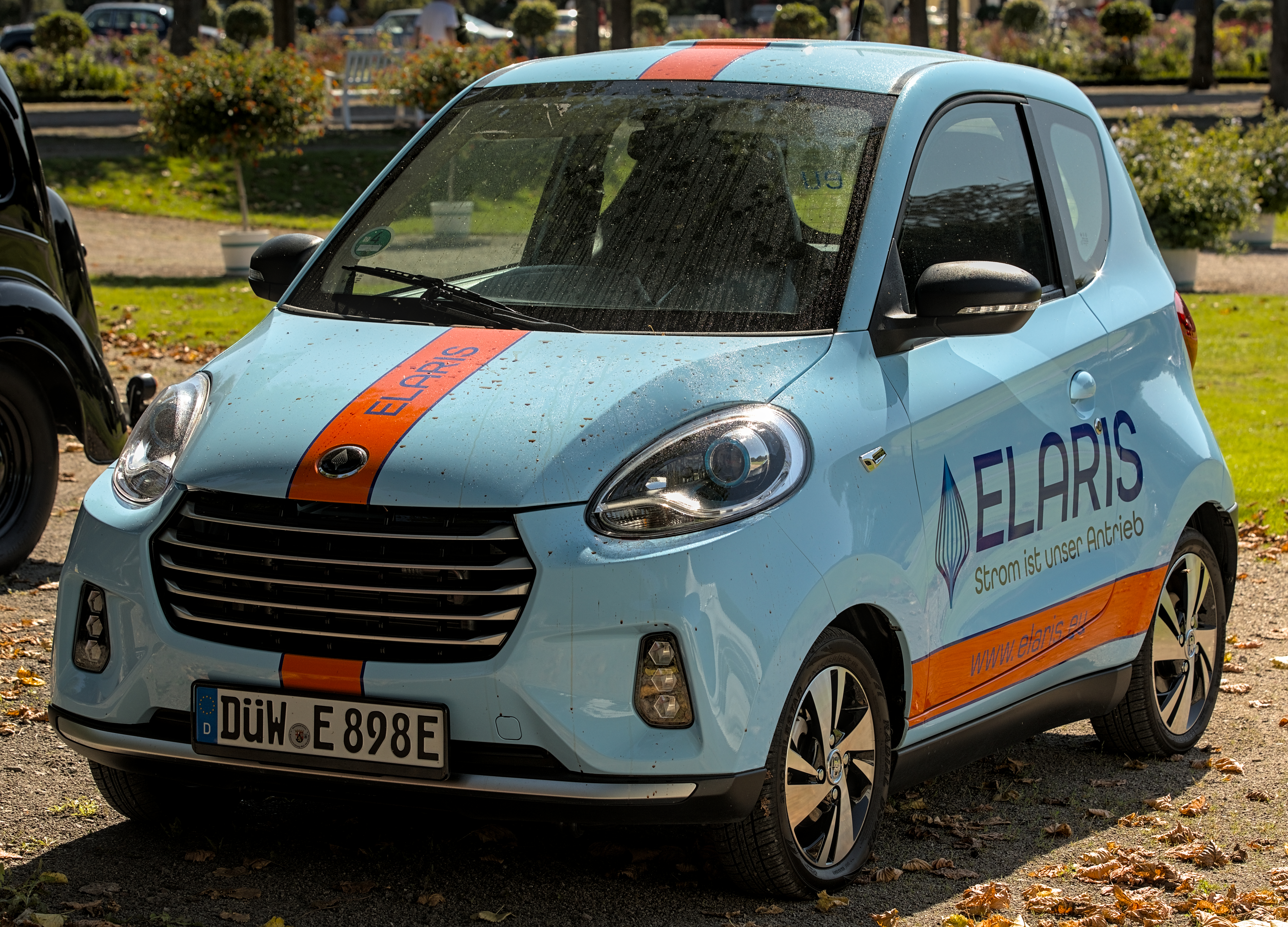
Elaris Pio

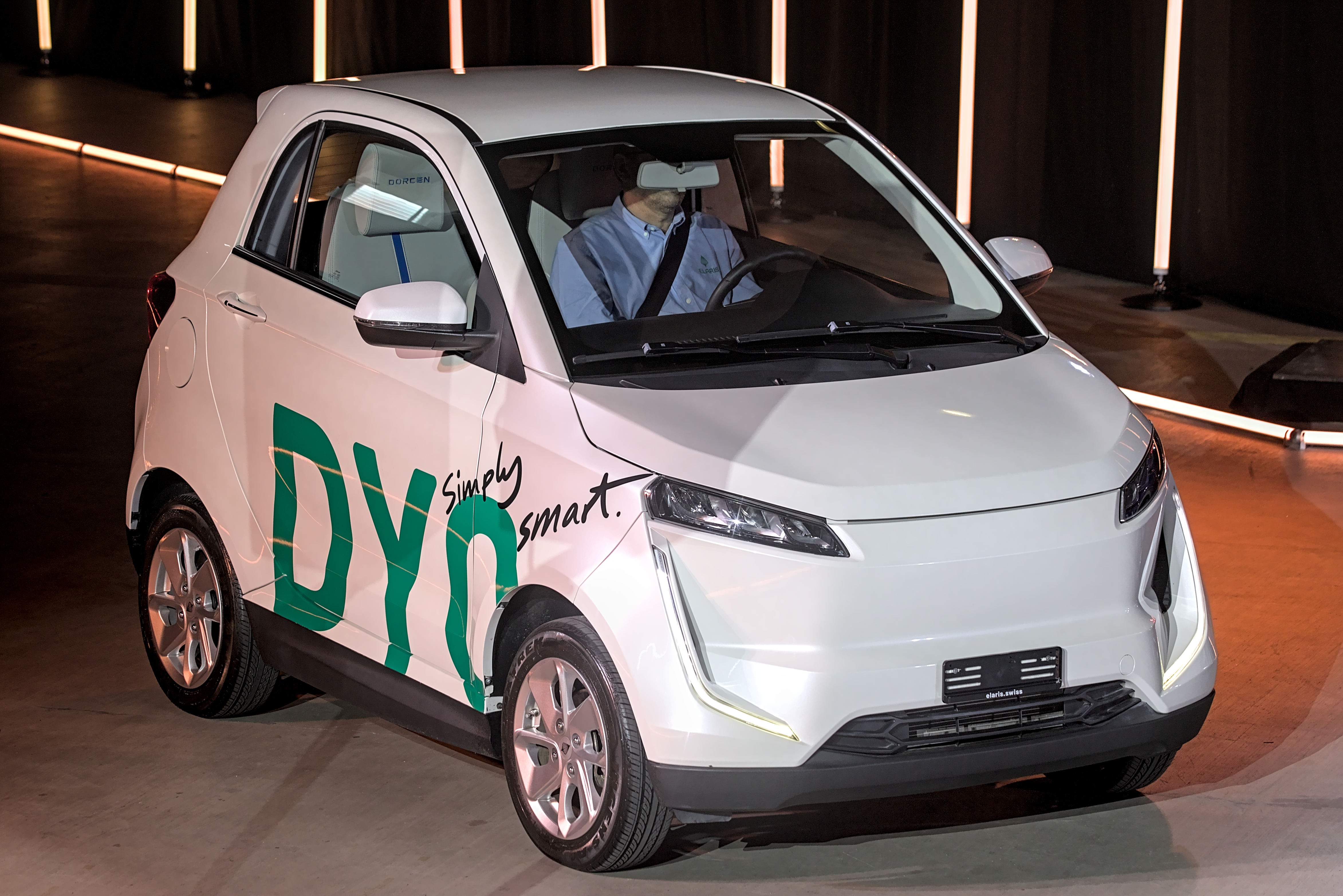
Elaris Dyo

Elaris GmbH – niemiecka marka i dystrybutor chińskich elektrycznych samochodów, z siedzibą w Grünstadt, działający od 2020 roku. 

## Historia
W sierpniu 2020 roku w niemieckim Grünstadt założone zostało przedsiębiorstwo Elaris GmbH, które za cel obrało dynamicznie rozwijający się rynek samochodów elektrycznych. Dwójka przedsiębiorców, Andreas Matthis i Lars Stevenson, nawiązali współpracę z chińskim producentem pojazdów z takim napędem Dorcen, uzyskując prawa do dystrybucji jej dwóch pojazdów pod marką Elaris.
W ten sposób, w czwartym kwartale 2020 roku przedstawione zostały pierwsze dwa pojazdy Elaris. Pierwszym został mikrosamochód Elaris Finn jako lokalny wariant chińskiego Dorcena E20, a drugim średniej wielkości SUV pod nazwą Leo jako odpowiednik chińskiego Dorcena G60S. Nie udało się to z powodu upadłości firmy Dorcen w kolejnych miesiącach, a nazwa Leo powróciła 3 lata później.
W pierwszej połowie 2021 roku gama modelowa została poszerzona o trzeci model, tym razem zapożyczony z oferty innego chińskiego przedsiębiorstwa Skyworth. Flagowy model EV6 zyskał nazwę Elaris Beo. Pojazd zyskał kosmetyczne różnice wizualne, zyskując jedynie inne logotypy niemieckiego importera. We wrześniu 2021 ofertę rozbudował z kolei mikrosamochód zapożyczony z gamy kolejnego, trzeciego z kolei chińskiego producenta samochodów, tym razem w postaci Zhidou. W ten sposób ofertę poszerzył model Pio, niemiecki wariant hatchbacka D2.
W 2023 roku Elaris przeprowadził obszerną modernizację swojej oferty, wycofując Pio, a także dokonując korekty nazwy oferowanego wówczas już od 2 lat Finna na Dyo. Ponadto, gamę poszerzyły produkty zapożyczone od chińskiej marki Hycan w postaci crossovera Leo oraz dużego sedana Jaco, a także samochody dostawcze Caro S (odpowiednik Jinbei Haise S) i duży Caro, europejska wersja chińskiego Yaxing Eurise.

## Modele samochodów

### Obecnie produkowane

#### Mikrosamochody
- Dyo

#### Samochody osobowe
- Jaco

#### SUV-y
- Leo
- Beo

#### Samochody dostawcze
- Caro S
- Caro

### Historyczne
- Leo (2020)
- Finn (2021–2023)
- Pio (2021–2023)